# Amastus aurantiacus
Amastus aurantiacus là một loài bướm đêm thuộc phân họ Arctiinae, họ Erebidae.